# 히가시사이가와촌
히가시사이가와촌(東犀川村)은 일본 후쿠오카현 미야코군에 있던 촌이다. 현재의 미야코정의 일부에 해당한다.

## 역사
- 1889년 4월 1일 - 정촌제 시행에 의해 나카쓰군 히가시사이가와촌이 성립하였다.
- 1896년 4월 1일 - 미야코군이 되었다.
- 1904년 1월 1일 - 미나미사이가와촌, 니시사이가와촌과 합병해 사이가와촌이 성립해 폐지되었다.

## 참고문헌
- 角川日本地名大辞典 40 福岡県
- 市町村名変遷辞典』東京堂出版、1990年。